# ناحیه فینیکس، شهرستان پوپ، آرکانزاس
ناحیه فینیکس، شهرستان پوپ، آرکانزاس (به انگلیسی: Phoenix Township) یک منطقهٔ مسکونی در ایالات متحده آمریکا است که در شهرستان پوپ، آرکانزاس واقع شده‌است. ناحیه فینیکس ۳۳۴ نفر جمعیت دارد و ۳۳۳٫۱۵ متر بالاتر از سطح دریا واقع شده‌است.